# Volusiano
Caio Víbio Volusiano (230 – agosto de 253) foi o imperador romano entre 251 e 253 juntamente com seu pai, Treboniano Galo. Ele recebeu o título de césar e iuventutis princeps em 251 quando o pai assumiu o trono junto com o co-augusto Hostiliano, filho do seu antecessor Décio. Sua mãe era Afínia Gemina Bibiana.
Em novembro de 251, no entanto, Hostiliano morreu devido a praga que assolou Roma e Volusiano foi agraciado com o título de co-augusto, mas foi reconhecido pelas tropas apenas em 253, quando foi proclamado imperador por elas. Na mesma época, Volusiano precisou lutar contra o general rebelde Emiliano, que fora proclamado imperador pelas tropas do Danúbio.
Volusiano deixou Roma juntamente com o pai e marchou para o norte à frente do exército. Ao chegarem em Interâmna, souberam que as tropas de Emiliano haviam invadido a Itália e aproximavam-se velozmente. Treboniano e Volusiano vacilaram, o que irritou as tropas e provocou uma revolta que terminou na morte de pai e filho.